# Vrij en Sociaal Nederland
Vrij en Sociaal Nederland (VSN) is een in 2020 opgerichte politieke partij.

## Beschrijving
De partij streeft ernaar een sociale middenpartij te zijn die zich richt op de burger. Er wordt gewerkt met een dynamisch partijprogramma, thema-wijzer genoemd. VSN wil zich hard maken voor een vernieuwing in het politieke systeem waarbij ethiek en transparantie een vaste plek krijgen. Het wil onder meer eigen initiatief en ondernemerschap gaan stimuleren vanuit het principe van een faciliterende overheid.
VSN deed in zes kieskringen mee aan de Tweede Kamerverkiezingen op 17 maart 2021 als lijst 33. Lijsttrekker was Bas Filippini, die eerder voorzitter was geweest van de stichting Privacy First. Verder stond onder anderen Norbert Klein (die eerder voor 50PLUS in de Tweede Kamer zat) op de kieslijst. De partij behaalde 942 stemmen (0,01% van het totaal), niet voldoende voor een zetel.

## Oprichting en scheuring
De nieuwe partij werd op 11 september 2020 tijdens een persconferentie geïntroduceerd door Bas Filippini, Anna Zeven en Stefan Noordhoek, die respectievelijk als secretaris/partijleider, voorzitter en penningmeester gingen optreden. In het begin maakte VSN reclame voor zichzelf door in de landelijke dagbladen zittende Kamerleden op te roepen om over te stappen naar VSN: "de overstapweken zijn begonnen!"
In de aanloop naar de Tweede Kamerverkiezingen van 17 maart 2021 kwam het tot een scheuring binnen de partij, nadat was bekendgemaakt dat Willem Engel, voorzitter van de stichting Viruswaarheid, na Bas Filippini en Anna Zeven derde op de lijst zou worden. Op 17 januari 2021 maakte Filippini bekend dat Engel van de lijst was afgevoerd en dat ook partijvoorzitter Zeven haar functie had neergelegd, hetgeen door beiden werd ontkend. Op 2 februari leverden Filippini en Zeven bij de Kiesraad allebei een eigen kieslijst in. De Kiesraad besloot daarop voor een opsplitsing te kiezen en zo ontstond er een blanco lijst 30 met lijsttrekker Zeven en een lijst 33 Vrij en Sociaal Nederland met lijsttrekker Filippini, die in twaalf respectievelijk zes kieskringen werden geregistreerd. Verzoeken van beiden om de twee lijsten alsnog samen te voegen, dan wel de andere lijst ongeldig te verklaren, werden door de Raad van State ongegrond verklaard.
Tijdens een op 6 februari door de groep rondom Anna Zeven bijeengeroepen ledenvergadering sprak een meerderheid van de aanwezigen zich uit voor het royement van lijsttrekker Filippini en twee door hem benoemde bestuursleden. Het Filippini-kamp erkende dit congres niet. Het gevolg was dat er feitelijk twee partijen ontstonden die zich allebei Vrij en Sociaal Nederland noemden. Uiteindelijk werd de groep rondom Filippini op 9 maart in een vonnis van de voorzieningenrechter in het gelijk gesteld. Op 12 maart 2021 volgde een uitspraak door de Kamer van Koophandel, waarin een bezwaar tegen uitschrijving van Anna Zeven ongegrond werd verklaard. De groep rondom Anna Zeven en Willem Engel zou uiteindelijk verdergaan onder de naam Lijst30, sinds juni 2021 Hart voor Vrijheid geheten.